# Sutter (Californië)
Sutter is een plaats (census-designated place) in de Amerikaanse staat Californië, en valt bestuurlijk gezien onder Sutter County.

## Demografie
Bij de volkstelling in 2000 werd het aantal inwoners vastgesteld op 2885.

## Geografie
Volgens het United States Census Bureau beslaat de plaats een oppervlakte van
7,9 km², geheel bestaande uit land. Sutter ligt op ongeveer 20 m boven zeeniveau.

## Plaatsen in de nabije omgeving
De onderstaande figuur toont nabijgelegen plaatsen in een straal van 24 km rond Sutter.